# 新庄統括センター
新庄統括センター（しんじょうとうかつセンター）は、東日本旅客鉄道（JR東日本）東北本部の駅・運転士・車掌を所管する組織である。
2022年10月1日に新庄駅、新庄運転区を統合して発足。

## 所管

### 駅
- 新庄駅 - 所長所在駅

※ 上記は直営駅（有人駅）のみ記載
- 奥羽本線 : 大石田駅 - 及位駅
- 陸羽東線 : 堺田駅 - 南新庄駅
- 陸羽西線 : 升形駅 - 南野駅

### 乗務員
- 新庄駅構内に設置（旧新庄運転区）
- 担当線区（運転士）
- 奥羽本線 : 山形駅 - 横手駅間
- 陸羽東線 : 全線
- 陸羽西線 : 全線
- 羽越本線 : 余目駅 - 酒田駅間（陸羽西線直通のみ）

## 歴史
- 2022年10月1日 - 新庄統括センター（新庄駅、新庄運転区の統合）が発足。

| スタブアイコン | サブスタブ | この項目は、まだ閲覧者の調べものの参照としては役立たない、鉄道に関連した書きかけの項目です。この項目を加筆・訂正などしてくださる協力者を求めています（P:鉄道/PJ:鉄道）。 |